# 圣艾蒂安德布里卢埃
圣艾蒂安-德布里卢埃（法語：Saint-Étienne-de-Brillouet，法語發音：[sɛ̃t‿etjɛn də bʁilwɛ]）是法国卢瓦尔河地区大区旺代省的一个市镇，位于该省东南部，属于丰特奈勒孔特区。

## 地理
圣艾蒂安-德布里卢埃（46°31'27"N, 0°59'58"W）面积18.93 平方千米，位于法国卢瓦尔河地区大区旺代省，该省份为法国西部沿海省份，北起大西洋卢瓦尔省和曼恩-卢瓦尔省，西临大西洋，南至滨海夏朗德省，东部及东南部与德塞夫勒省接壤。
与圣艾蒂安-德布里卢埃接壤的市镇（或旧市镇、城区）包括：穆泽伊-圣马丹、纳利耶、普耶、圣欧班拉普莱讷、圣瓦莱里安、蒂雷。
圣艾蒂安-德布里卢埃的时区为UTC+01:00、UTC+02:00（夏令时）。

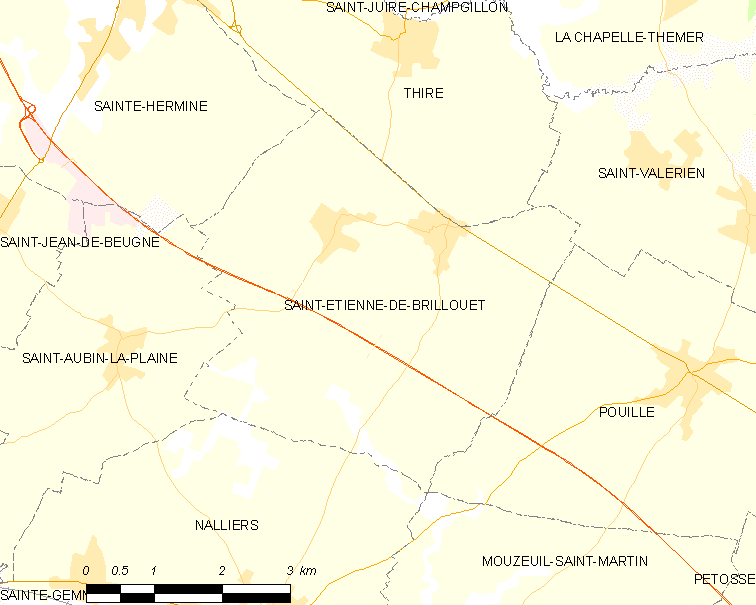
圣艾蒂安-德布里卢埃的OSM定位图

## 行政
圣艾蒂安-德布里卢埃的邮政编码为85210，INSEE市镇编码为85209。

## 政治
圣艾蒂安-德布里卢埃所属的省级选区为拉沙泰涅赖县。

## 人口

1962-2008年间圣艾蒂安-德布里卢埃人口变化图示

圣艾蒂安-德布里卢埃于2022年1月1日时的人口数量为613人。